# Тоска (опера)
«То́ска» (итал. Tosca) — опера Джакомо Пуччини в трёх действиях на либретто Луиджи Иллики и Джузеппе Джакозы по одноимённой драме Викторьена Сарду (1887). Премьера состоялась в Театро Костанци в Риме 14 января 1900 года.

## Действующие лица
| Флория Тоска, знаменитая певица                                                                                   | сопрано |
| Марио Каварадосси, художник                                                                                       | тенор   |
| Барон Скарпиа, шеф полиции Рима                                                                                   | баритон |
| Чезаре Анджелотти, бывший консул Римской республики, беглый политзаключённый                                      | бас     |
| Ризничий | баритон |
| Сполетта, полицейский агент                                                                                       | тенор   |
| Шарроне, другой агент                                                                                             | бас     |
| Тюремщик | бас     |
| Пастух | альт    |
| Кардинал, судья, Роберти (палач), писарь, офицер, сержант, солдаты, стражники, полицейские, кавалеры, дамы, народ |         |

## История создания
Пьеса «Тоска» была написана В. Сарду специально для Сары Бернар, и актриса имела в ней огромный успех. Премьера состоялась 24 ноября 1887 года в парижском театре Порт-Сен-Мартен. Пуччини увидел пьесу в миланском театре Filodrammatico. В письме от 7 мая 1889 года композитор поручает своему издателю Джулио Рикорди провести все необходимые переговоры, чтобы получить разрешение Сарду на написание по его произведению оперы. Интерес как источник для либретто пьеса возбудила также у Верди и Франкетти. Последний и получил права на написание оперы и даже начал работу. Однако, благодаря Рикорди, в конечном счёте эти права перешли к Пуччини. К новому проекту композитор обратился в первый раз в 1895 году во время короткого перерыва в работе над партитурой «Богемы». К Л. Иллике (1859—1919), писавшему либретто ещё для Франкетти, присоединился Дж. Джакоза (1847—1906). 13 января 1899 года в Париже Пуччини встретился с Сарду и получил его согласие на использование пьесы. Позднее композитор согласовал с автором драмы и некоторые изменения в сюжете. Пуччини настоял на том, чтобы были убраны все второстепенные детали, сюжет предельно упрощён, а действие максимально ускорено. Претерпел изменения и образ главной героини: из дивы, считавшей грехом свою любовь к художнику-вольнодумцу, Флория Тоска превратилась в талантливую актрису и патриотку Италии.
Премьера состоялась в римском Театро Костанци 14 января 1900 года. Партии исполняли: Хариклея Даркле (Тоска), Эмилио де Марки (Каварадосси), Эудженио Джиральдони (Скарпиа), Руджеро Галли (Анджелотти), дирижировал Леопольдо Муньоне. В зале присутствовали: королева Маргарита, президент итальянского Совета министров Луиджи Пеллу, министр культуры Баччелли, Пьетро Масканьи, Франческо Чилеа, Франчетти, Джованни Сгамбатти. Поначалу опера была принята без восторга. Её упрекали в неоригинальности мелодических идей, повторяющих предыдущие находки Пуччини, в натурализме, особой критике подверглась сцена пыток.
17 марта 1900 года премьера оперы прошла в Ла Скала. Дирижировал Артуро Тосканини, партию Тоски исполняла Даркле, Скарпиа — Джиральдони, Каварадосси — Джузеппе Борджатти.

## Содержание
Согласно либретто, действие оперы происходит в июне 1800 года. Даты, указанные Сарду в его пьесе, более точны: день, вечер и раннее утро 17 и 18 июня 1800 года.
Действие оперы происходит на фоне следующих исторических событий. Италия долго представляла собой ряд независимых городов и земель, в центре страны находилась Папская область. В 1796 году французская армия под командованием Наполеона вторглась в Италию, вошла в Рим в 1798 году и установила там республику. Республика управлялась семью консулами; один из этих консулов, Либеро Анджелуччи, мог быть прототипом Чезаре Анджелотти. Защищавшие республику французы в 1799 оставили Рим, который был оккупирован войсками Неаполитанского королевства.
В мае 1800 года Наполеон снова ввёл войска в Италию, а 14 июня его армия встретилась с австрийской в битве при Маренго. Главнокомандующий австрийцев Мелас, будучи уверенным в своей победе, послал гонца в Рим, однако Наполеон к вечеру получил подкрепление и сумел одержать победу, и Меласу пришлось послать второго гонца вслед за первым. После этих событий неаполитанцы ушли из Рима, и французы на четырнадцать лет завладели городом.

### Действие первое

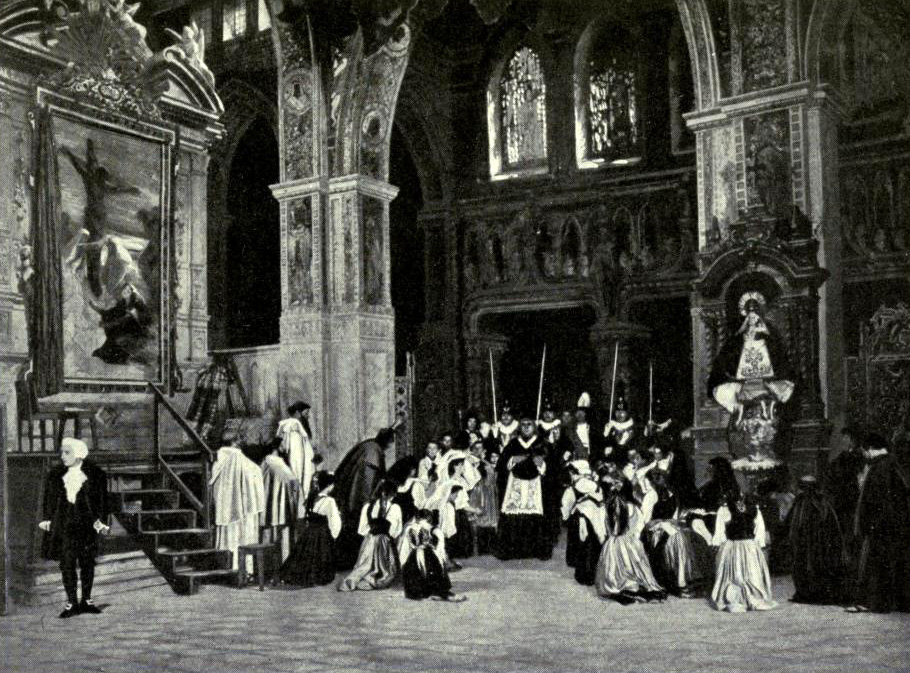

Анджелотти, бежавший из заключения республиканец, находит убежище в римской церкви Сант-Андреа-делла-Валле. Он прячется в капелле Аттаванти, ключ от которой под статуей Мадонны оставила его сестра, маркиза Аттаванти. Не замечая беглеца, в церковь входит ризничий, который приносит еду для работающего здесь художника Марио Каварадосси. За ризничим появляется сам Марио: картина с образом Марии Магдалины, которой он придал сходство со случайно увиденной им в церкви маркизой, закончена лишь наполовину. Каварадосси поет арию Recondita armonia, восхищаясь многообразием ликов красоты и превознося свою возлюбленную, певицу Флорию Тоску. Ризничий оставляет Марио. Анджелотти, думая, что в церкви никого нет, выходит из капеллы и встречает Каварадосси, своего старого друга. Их беседа прервана стуком в дверь: Флория Тоска требует, чтобы ей открыли. Анджелотти снова прячется. Входит Тоска. Ревнивой красавице кажется, что на портрете Марио изобразил её соперницу. Каварадосси успокаивает её подозрения, и они договариваются встретиться вечером у него. Флория уходит. Каварадосси вместе с Анджелотти также покидают церковь — художник решил спрятать друга у себя дома.
В это время в Рим приходит известие о поражении Наполеона на севере Италии. По этому случаю в церкви готовятся к торжественному богослужению. Появляется Скарпиа, шеф полиции, влюблённый в Тоску. Вместе с сыщиком Сполеттой он обнаружил доказательства того, что Анджелотти прячется здесь. Одна из улик — веер с гербом Аттаванти, который Скарпиа использовал, чтобы разбудить ревнивые подозрения Тоски, пришедшей отменить вечернее свидание из-за обязанности петь на празднике во дворце Фарнезе.
Во время богослужения в церковь входит множество людей. Пока в честь победы над Наполеоном звучит Te Deum, Скарпиа остаётся в церкви, он целиком поглощён коварным планом отправить своего соперника Каварадосси на эшафот.

### Действие второе
Дворец Фарнезе. В этот же вечер здесь отмечается победа над французами. Скарпиа в своём кабинете в отделении полиции, которое находится во дворце, слышит отдалённые звуки музыки и размышляет о случившемся за день. С жандармом Шарроне он посылает записку Тоске. Сполетта обыскал дом Каварадосси, не нашёл там Анджелотти, но арестовал Каварадосси и доставил во дворец. Его допрос прошёл безрезультатно. Появляется Тоска, и Каварадосси успевает тайком приказать ей молчать о том, что она видела у него дома. Скарпиа отправляет художника в камеру пыток.
Скарпиа допрашивает Тоску. Она спокойна, но лишь до той минуты, пока не слышит из камеры крики истязаемого Каварадосси. В отчаянии она выдаёт убежище Анджелотти — он прячется в садовом колодце. Каварадосси снова приводят в кабинет Скарпиа. Он понимает, что Тоска всё рассказала, и проклинает ее. Неожиданно приходит известие о победе Наполеона при Маренго. Каварадосси не скрывает своей радости. Скарпиа отдаёт приказ казнить его на следующее же утро. После чего делает Тоске непристойное предложение — в обмен на жизнь Каварадосси.
Тоска совершенно растеряна и подавлена происходящим. Звучит ария Vissi d'arte. Но ради спасения любимого Тоска соглашается принести себя в жертву. Скарпиа убеждает её, что должен создать видимость приготовлений к казни Каварадосси. Он отдаёт Сполетте необходимые распоряжения (намекнув, что казнь тем не менее состоится) и одновременно выписывает пропуск для Тоски и художника, чтобы они могли бежать из Рима. Однако, когда Скарпиа поворачивается к ней, чтобы обнять, Тоска наносит ему удар кинжалом и спешно покидает дворец, унося с собой пропуск.

### Действие третье
Площадь тюрьмы Сант-Анджело. Каварадосси выводят на тюремную крышу, здесь он будет казнён. Он пытается написать последнее письмо Тоске. Звучит ария Каварадосси E lucevan le stelle. Неожиданно появляется Флория. Она рассказывает об убийстве Скарпиа, показывает возлюбленному пропуска и сообщает ему, что казнь будет ложной. Флория и Марио уверены, что они спасены.
Появляются солдаты во главе со Сполеттой. Каварадосси спокойно встает перед ними. Выстрелы, Марио падает, солдаты уходят. Только теперь Тоска понимает, что была обманута Скарпиа: выстрелы не холостые — ружья были заряжены пулями, Каварадосси мёртв. Обезумевшая от горя женщина не слышит, что солдаты вернулись. Смерть Скарпиа обнаружена, Сполетта пытается задержать Тоску. Она бросается с крыши замка вниз.

## Список арий и номеров
| Первые строчки                                                                                      | Исполняет               |
| Действие 1                                                                                          | Действие 1              |
| --------------------------------------------------------------------------------------------------- | ----------------------- |
| «Recondita armonia» («Скрытая гармония»)                                                            | Каварадосси             |
| «Non la sospiri la nostra casetta» («Разве ты не хочешь оказаться в нашем укрытом зеленью домике?») | Тоска, Каварадосси      |
| «Qual’occhio» («Что может в этом мире сравниться с твоими чёрными глазами?»)                        | Каварадосси, Тоска      |
| «Va, Tosca!» («Ступай, Тоска!»)                                                                     | Скарпиа, хор            |
| Te Deum laudamus («Тебя, Бога, хвалим»)                                                             | Скарпиа, хор            |
| Действие 2                                                                                          |                         |
| «Ha più forte sapore» («Завоевание и насилие всегда возбуждает больше, чем слащавое согласие»)      | Скарпиа                 |
| «Vittoria! Vittoria!» («Победа! Победа!»)                                                           | Каварадосси             |
| «Già, mi dicon venal» («Да, меня называют продажным»)                                               | Скарпиа                 |
| «Vissi d'arte» («Я жила ради искусства, я жила ради любви»)                                         | Тоска                   |
| Действие 3                                                                                          |                         |
| «Io de' sospiri» («Я шлю тебе вздохи любви»)                                                        | Голос мальчика-пастушка |
| «E lucevan le stelle» («Как горели звезды!»)                                                        | Каварадосси             |
| «O dolci mani» («Милые руки, кроткие и чистые, созданные для благочестивых дел...»)                 | Каварадосси             |
| «Amaro sol per te m’era il morire» («Лишь из-за тебя мне было горько умирать»)                      | Каварадосси, Тоска      |

## Случаи переделки либретто

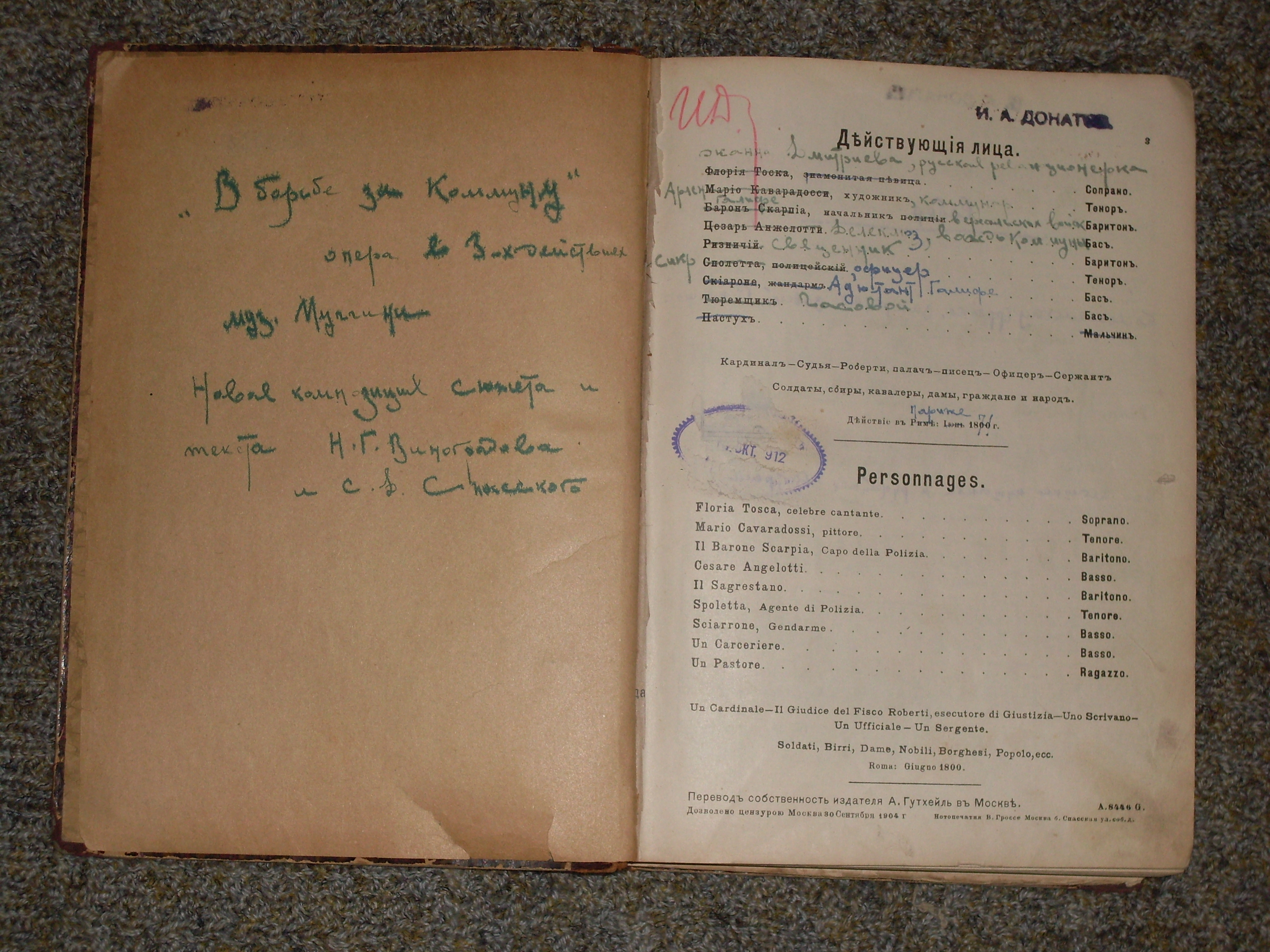
Переделка либретто «Тоски» в оперу «В борьбе за Коммуну»

В Советской России в первые годы после революции «Тоска» Дж. Пуччини получила новое название «В борьбе за Коммуну». Либретто создали Н. Виноградов и С. Спасский. Действие происходило в Париже в 1871 году. Главной героиней стала русская революционерка Жанна Дмитриева. Её возлюбленным был Арлен, коммунар. Его соперником — Галифе, начальник версальских войск.

## Музыка
Римская премьера, которой дирижировал Леопольдо Муньоне, собрала в зале журналистов и представителей культуры, присутствовали также королева Маргарита и члены правительства. Тем не менее публика и критика приняли оперу без восторга, впоследствии говорилось о недостаточной оригинальности мелодических идей, восходящих к предыдущим операм Пуччини, о звуковом и сценическом садизме (в особенности имелась в виду сцена пыток).
Но и негативные черты выявили несравненное мастерство композитора, всегда способного произвести своим театром глубокое впечатление. Пуччини постарался ввести действие в звуковую, световую, цветовую и нравственную атмосферу Рима начала XIX века. Друг композитора дон Паникелли помог ему воссоздать подлинный звон колоколов в окрестностях замка Сант-Анджело и совместно с жителем Лукки Альфредо Вандини, тоже другом композитора, сообщил ему стихи старинной народной песни (песни пастуха). В образе Рима было много вымышленного, но и привлекательного в смысле изображения исторической обстановки.
Словно художник перед мольбертом, Пуччини живописует натуру свободно, со всем энтузиазмом первого соприкосновения с ней. Сам по себе этот факт был бы не столь интересен, если бы не связи с образами действующих лиц. Оркестр описывает их как бы эскизно, довольно поспешно, но тщательно следуя правде; неожиданно его спокойная речь прерывается, он возбуждается, рыдает или угрожает, оскорбляет или молит. Тогда образ персонажа обретает пластичность, стремительность и взволнованность. Застигнутый врасплох зритель не успевает опомниться от удивления, как неукротимый Пуччини осушает слезы, несколькими фразами даже возвращает улыбку, не переставая класть новые мазки и подправлять написанное. Хитроумный мастер, он с акробатической лёгкостью стремительно переходит от невинных штрихов к трагедии.
Что касается персонажей, то они словно хотят утвердиться любой ценой, сокрушая и попирая всё, что им препятствует. В то время как в романтическом искусстве герой был абсолютным властелином внешнего мира, здесь именно последний давит на героя, требуя уважения к себе. Это равносильно удушью.
Следует иметь в виду, что сцена у Пуччини почти в точности изображает склеп как символ существования, лишённый мифологического ореола. На пороге нового века "Тоска" не могла лучше знаменовать новый исторический и эстетический рубеж.
Жестокость и похотливость Скарпиа, чудовищно порочного и при этом искреннего, светского человека и служителя власти; нежность Тоски, единственной женщины в опере, капризной и ревнивой, но прежде всего любящей, отважной; поэтичное простодушие, с каким художник Каварадосси привязан к жизни и её радостям; очень искусное обрамление действия, которым поочередно служат церковь в праздничном убранстве, зал во дворце с соседней комнатой пыток, тюрьма и внутри неё карцер для приговорённых к смерти; сочетание сладострастия и пыток, жажды жизни и угнетения - всё возвышается как некий надгробный монумент. Перед лицом смерти красота и любовь торжествуют победу, добытую муками.

Густаво Маркези

## Избранные аудиозаписи
(солисты даются в следующем порядке: Тоска, Каварадосси, Скарпиа)
- 1938 — Дир. Оливеро де Фабритиис; солисты: Мария Канилья, Беньямино Джильи, Армандо Борджиоли.
- 1953 — Дир. Виктор де Сабата; солисты: Мария Каллас, Джузеппе Ди Стефано, Тито Гобби.
- 1953 — Дир. Осип Брон; солисты: Ольга Пиотровская, Дмитрий Тархов, Владимир Бунчиков (на русском языке).
- 1957 — Дир. Эрих Ляйнсдорф; солисты: Зинка Миланова, Юсси Бьёрлинг, Леонард Уоррен.
- 1959 — Дир. Франческо Молинари-Праделли; солисты: Рената Тебальди, Марио дель Монако, Джордж Лондон.
- 1960 — Дир. Фульвио Вернуцци; солисты: Магда Оливеро, Альвинио Мишано, Джулио Фьораванти
- 1962 — Дир. Герберт фон Караян; солисты: Леонтина Прайс, Джузеппе Ди Стефано, Джузеппе Таддеи.
- 1966 — Дир. Лорин Маазель; солисты: Биргит Нильсон, Франко Корелли, Дитрих Фишер-Дискау.
- 1967 — Дир. Евгений Светланов; солисты: Тамара Милашкина, Зураб Анджапаридзе, Олег Клёнов (на русском языке).
- 1971 — Дир. Марк Эрмлер; солисты: Галина Вишневская, Виргилиус Норейка, Владимир Валайтис (на русском языке).
- 1974 — Дир. Марк Эрмлер; солисты: Тамара Милашкина, Владимир Атлантов, Юрий Мазурок (на итальянском языке).
- 1975 — Дир. Мстислав Ростропович; солисты: Галина Вишневская, Франко Бонизолли, Маттео Манугуэрра
- 1978 — Дир. Никола Решиньо; солисты: Мирелла Френи, Лучано Паваротти, Шерил Милнз.
- 1990 — Дир. Георг Шолти; солисты: Кири Те Канава, Джакомо Арагал, Лео Нуччи.

## Избранные видеозаписи
- 1988 — Дирижёр Ричард Брэдшоу; солисты: Стефка Евстатиева, Вячеслав Полозов, Корнелиус Ортоф, Канадская опера.
- 2006 — Режиссёр Хуго де Ана; дирижёр Даниэль Орен; солисты: Фьоренца Чедолинс, Марсело Альварес, Руджеро Раймонди.
- 9 ноября 2013 — Режиссёр Люк Бонди, дирижёр Риккардо Фрицца[англ.]; солисты: Патрисия Расетт[англ.], Роберто Аланья, Георгий Гагнидзе[англ.], в роли тюремщика — Райан Спидо Грин. Оркестр и хор «Метрополитен-оперы»[4]
- 27 января 2018 — Режиссёр Дейвид Маквайкар[англ.], дирижёр Эмманюэль Виллом[англ.]; солисты: Соня Йончева, Витторио Григоло, Желько Лучич, в роли тюремщика — Ричард Бернштейн[англ.]. Оркестр и хор «Метрополитен-оперы». Хормейстер Дональд Паламбо. Художник по костюмам Джон Макфарлейн. Ведущая Изабель Леонард[5]

## Экранизации
- «Тоска» (1956, Италия). Режиссёр — Кармине Галлоне.
- «Тоска» (1976, Италия — ФРГ). Режиссёр — Джанфранко де Бозио.
- «Флория Тоска» (1981, СССР). Режиссёры — Роман Тихомиров и Вячеслав Середа.
- «Тоска» (2001, Италия — Франция — Великобритания — Германия). Режиссёр — Бенуа Жако.
- Тоска (2011, Великобритания). Режиссёр — Джонатан Хэсвелл